# Gliese 229
Gliese 229 (GJ 229 o HD 42581) è una stella situata a circa 19 anni luce dal Sistema solare nella costellazione della Lepre. A volte considerato un sistema multiplo, le compagne sono tuttavia una coppia di nane brune tra loro vicine (Gliese 229 B), oggetti intermedi a stelle e pianeti che non hanno sufficiente massa per innescare la fusione nucleare dell'idrogeno al loro interno come le vere stelle.

## Caratteristiche del sistema

Gl 229 A e B confrontate con altre stelle.

Il sistema si compone di due componenti: Gliese 229 A una stella a brillamento e nana rossa e Gliese 229 B, una nana bruna in orbita attorno alla compagna.
Gliese 229B è stata individuata nel 1994 e confermata nel 1995 grazie al Telescopio spaziale Hubble. Si pensava fosse una singola nana bruna di circa circa 60 masse gioviane, tuttavia le incongruenze tra la massa misurata e la luminosità di Gliese 229 B suggerivano la natura binaria dell'oggetto, come è stato confermato nel 2024. Gliese 229B è stato il primo oggetto sub-stellare ad essere identificato con certezza. La distanza della coppia di nane brune dalla stella è di circa 29 UA e il periodo orbitale è stimato attorno ai 247 anni. Le due nane brune orbitano invece tra loro in appena 12 giorni, attorno al comune centro  di massa.

## Pianeti
Nel 2014 è stato scoperto un esopianeta gigante gassoso in orbita attorno alla stella, Gliese 229 Ab. Si trova a una distanza di 0,9 UA e ha un periodo orbitale di 523 giorni. La sua massa minima era stata stimata inizialmente superiore a quella di Nettuno, tuttavia nel 2020 durante uno studio che ha portato alla scoperta di un secondo pianeta, essa è stata ridotta a una decina di volte quella della Terra. Gliese 229 Ac, scoperto nel 2020, è invece una super Terra situata nella zona più esterna della zona abitabile della stella, dove riceve una quantità di radiazione simile a quella che riceve Marte dal Sole.

### Prospetto del sistema
| Pianeta | Tipo            | Massa          | Raggio   | Periodo orb.   | Sem. maggiore | Eccentricità | Scoperta |
| ------- | --------------- | -------------- | -------- | -------------- | ------------- | ------------ | -------- |
| Ac      | Super Terra     | 7,268±1,256 M⊕ | —        | 121,995 giorni | 0,339 UA      | 0,19         | 2020     |
| Ab      | Gigante gassoso | 8,478±2,033 M⊕ | —        | 526,115 giorni | 0,898 UA      | 0,1          | 2014     |
| Ba      | Nana bruna      | 38,1 MJ        | 0,884 rJ | 217 anni       | 28,9±1 UA     | 0,853        | 1995     |
| Bb      | Nana bruna      | 34,4 MJ        | 0,907 rJ | 217 anni       | 28,9±1 UA     | 0,234        | 1995     |